# Livio Nabab
Livio Nabab (Les Abymes, 14 giugno 1988) è un ex calciatore francese, di ruolo attaccante.

## Carriera
Ha fatto il suo debutto in Ligue 1 con il Caen il 4 aprile 2009 contro il Tolosa.
Insieme ad altri 3 giocatori, è stato il miglior marcatore della Coupe Della Ligue 2019-20, con 4 reti.

## Palmarès

### Club
- Ligue 2: 1

Caen: 2009-2010

### Individuale
- Capocannoniere della Coppa di Lega francese: 1

2019-2020 (3 gol)